# Tsai Ming-Hung
Detta är ett kinesiskt namn; familjenamnet är Tsai.
Tsai Ming-Hung (kinesiska: 蔡明宏; pinyin: Cài Mínghóng), född den 2 september 1966 i Yunlin härad på Taiwan, är en före detta basebollspelare (pitcher) som tog silver vid olympiska sommarspelen 1992 i Barcelona.